# 大関宗増
大関 宗増（おおぜき むねます）は、室町時代後期から戦国時代にかけての武将。那須氏の家臣。
大関氏は武蔵七党・丹党流とされ、那須七騎の一つ。寛正3年（1462年）、大関増雄の子として誕生。
那須資房による那須氏再統一に功があったが、永正15年（1518年）、同僚の大田原資清の才を妬んで主君に讒言し、これを追放して専横を極めた。
天文11年（1542年）、越前国の朝倉氏の支援を受けたともされる大田原資清が帰参し、宗増の嫡男・増次に奇襲を掛け増次は敗死、宗増は資清の長男・大関高増を養嗣子として迎えることを余儀なくされた。